# Menhir

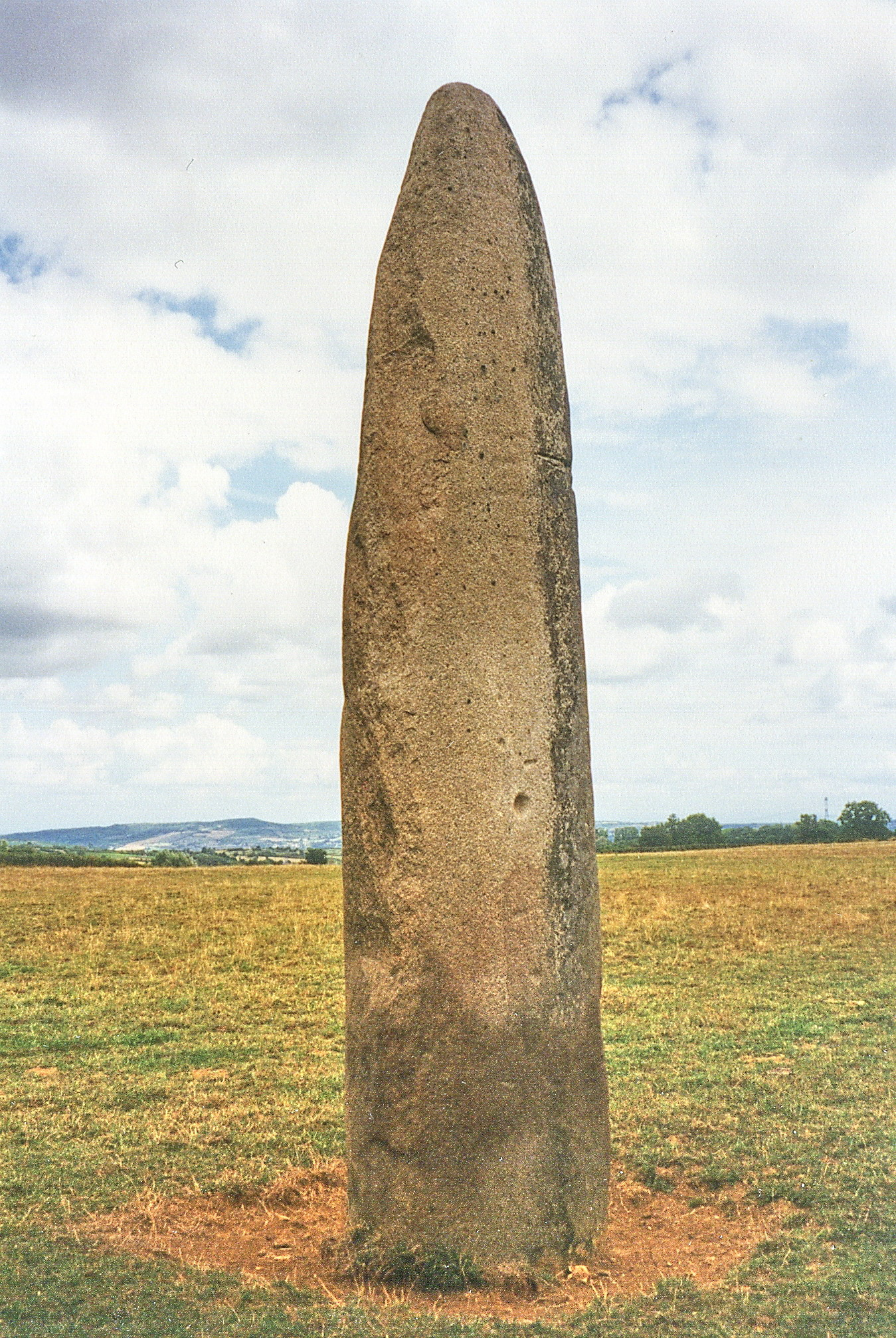
Menhir din aliniamentul „Menhirs d'Epoigny” de la Couches, Burgundia, Franța

Menhir este un monument megalitic (funerar sau de cult) de la sfârșitul epocii neolitice, construit din blocuri de piatră neprelucrată dispuse vertical, în aliniamente sau izolate. Sunt cunoscute exemple de menhire izolate, datând și din epoca bronzului și epoca fierului.
Menhirele prezintă rar vreun tip de decorație cioplită sau gravată. În afara cazului în care ele sunt părți ale unor monumente mai mari, datarea lor poate fi foarte dificilă, chiar și după efectuarea cercetărilor arheologice.
Dispunerea în cerc sau semicerc a menhirelor poartă numele de cromleh.Cel mai monumental este cromlehul de la Stonehenge, lângă Salisbury.
Există numeroase menhire cu figuri antropomorfe gravate pe ele. Semnificația lor nu este încă complet înțeleasă, însă se poate ca acestea să aibă legătură cu statutul social al mortului al cărui mormânt îl împodobesc. Asemenea morminte sunt deseori însoțite și de alte însemne ale bogăției mortului (la Aliciul Mare, în Bulgaria, un asemenea mormânt conținea și care mortuare).

## Etimologie
Cuvântul din română menhir provine din cuvântul din franceză menhir, care, la rândul său, provine din cuvintele bretone men: „piatră” și hir: „lung/lungă”.

## Descoperiri

### Ungaria
Menhirele descoperite în Ungaria nu sunt fasonate, fiind blocuri masive din piatră dură. La Káposztásmegyer (cartier al Budapestei) au fost descoperite menhire lângă mormântul unor bovine.